# OCBC Singapore Continental Cycling Team
Das OCBC Singapore Continental Cycling Team ist ein singapurisches Radsportteam.
Die Mannschaft wurde 2012 gegründet und nimmt als Continental Team an den UCI Continental Circuits teil. Manager ist Wen Jun Daniel Loy, der von den Sportlichen Leitern Peter John Shandon und Weiwen Justin Cheong unterstützt wird.
Ende 2014 wurde das Team aufgelöst.

## Saison 2014

### Erfolge in der UCI Africa Tour
In den Rennen der Saison 2014 der UCI Africa Tour gelangen die nachstehenden Erfolge.
| Datum    | Rennen                                | Kat. | Sieger         |
| -------- | ------------------------------------- | ---- | -------------- |
| 8. März  | Critérium International d’Alger       | 1.2  | Thomas Rabou   |
| 17. März | 2. Etappe Tour International de Blida | 2.2  | Thomas Rabou   |
| 19. März | 1. Etappe Tour International de Sétif | 2.2  | Ying Hon Yeung |

### Erfolge in der UCI Asia Tour
In den Rennen der Saison 2014 der UCI Asia Tour gelangen die nachstehenden Erfolge.
| Datum     | Rennen                         | Kat. | Sieger        |
| --------- | ------------------------------ | ---- | ------------- |
| 21. April | 1. Etappe Le Tour de Filipinas | 2.2  | Eric Sheppard |

### Abgänge – Zugänge
| Zugänge                | Team 2013                    | Abgänge                             | Team 2014          |
| ---------------------- | ---------------------------- | ----------------------------------- | ------------------ |
| Jang Chan-jae          | Champion System              | Sea Keong Loh                       | Team Giant-Shimano |
| Rico Rogers            | Synergy Baku Cycling Project | Jason Christie                      | CCN Cycling Team   |
| Ying Hon Yeung         | Hong Kong Pro Cycling (2007) | Cal Britten                         | Unbekannt          |
| Kee Meng Ang           | Neoprofi                     | Tom Donald                          | Unbekannt          |
| Cameron Bayly          | Neoprofi                     | Chang Ee Timothy Lim                | Unbekannt          |
| Shern Mun Benedict Lee | Neoprofi                     | Luke Parker                         | Unbekannt          |
| Mitchell Mulhern       | Neoprofi                     | Angus Tobin                         | Unbekannt          |
| Teck Kwang Calvin Sim  | Neoprofi                     | Phuchong Sai-Udomsin (bis 31. Juli) | Unbekannt          |
| Travis Woodford        | Neoprofi                     | Travis Woodford (bis 31. Juli)      | Unbekannt          |

### Mannschaft
| Name                   | Geburtstag        | Nationalität | Team 2015                                |
| ---------------------- | ----------------- | ------------ | ---------------------------------------- |
| Kee Meng Ang           | 17. Oktober 1986  | Singapur     |                                          |
| Ahmad Haidar Anuawar   | 25. April 1986    | Malaysia     |                                          |
| Cameron Bayly          | 11. Oktober 1990  | Australien   | search2retain-health.com.au Cycling Team |
| Zhiming Ryan Chan      | 9. August 1994    | Singapur     |                                          |
| Choon Huat Goh         | 14. Dezember 1990 | Singapur     | Terengganu Cycling Team                  |
| Junrong Ho             | 28. August 1990   | Singapur     |                                          |
| Jang Chan-jae          | 6. Januar 1989    | Südkorea     | Attaque Team Gusto                       |
| Lemuel Lee             | 8. Juli 1991      | Singapur     |                                          |
| Shern Mun Benedict Lee | 3. Januar 1995    | Singapur     |                                          |
| Ji Wen Low             | 27. Oktober 1989  | Singapur     | CCN Cycling Team                         |
| Mitchell Mulhern       | 22. Januar 1991   | Australien   | Team Budget Forklifts                    |
| Thomas Rabou           | 12. Dezember 1983 | Niederlande  | Attaque Team Gusto                       |
| Rico Rogers            | 25. April 1978    | Neuseeland   | African Wildlife Safaris Cycling Team    |
| Eric Sheppard          | 16. Oktober 1991  | Australien   | Attaque Team Gusto                       |
| Teck Kwang Calvin Sim  | 14. Oktober 1989  | Singapur     |                                          |
| Ying Hon Yeung         | 30. Juli 1988     | Hongkong     | Attaque Team Gusto                       |

## Platzierungen in UCI-Ranglisten
UCI Africa Tour
| Saison    | Mannschaftswertung | Fahrerwertung      |
| --------- | ------------------ | ------------------ |
| 2012-2013 | -                  | -                  |
| 2014      | 5.                 | Thomas Rabou (17.) |

UCI Asia Tour
| Saison | Mannschaftswertung | Fahrerwertung       |
| ------ | ------------------ | ------------------- |
| 2012   | 21.                | Darren Low (70.)    |
| 2013   | 22.                | Sea Keong Loh (19.) |
| 2014   | 13.                | Eric Sheppard (34.) |

UCI Oceania Tour
| Saison | Mannschaftswertung | Fahrerwertung        |
| ------ | ------------------ | -------------------- |
| 2012   | -                  | -                    |
| 2013   | 6.                 | Jason Christie (13.) |
| 2014   | 8.                 | Rico Rogers (26.)    |